# MedlinePlus
MedlinePlus é um website mantido pela National Library of Medicine (em português: Biblioteca Nacional de Medicina dos Estados Unidos da América) que contém informações (em inglês e castelhano) sobre saúde. É atualizado diariamente.
Criada pelo intuito de ajudar na localização de informações oficiais, a MedlinePlus disponibiliza (seleção): 
- Informações do National Institutes of Health e de outras fontes declaradas confiáveis sobre doenças
- Informações sobre medicamentos e estudos clínicos
- Clipping de notícias e informações sobre a saúde da imprensa online.
- Diretório de sites contendo links selecionados com critérios
- Enciclopédia Médica A.D.A.M. (em inglês: Animated Dissection of Anatomy for Medicine), com cerca de 4.000 verbetes.
- Dicionário Merriam-Webster